# Museumsinsel
Museumsinsel är en benämning på norra delen av ön Spreeinsel i floden Spree i centrala Berlin, Tyskland. Den har fått sitt namn av de statliga museerna på ön, som anses tillhöra de mest betydelsefulla i världen.

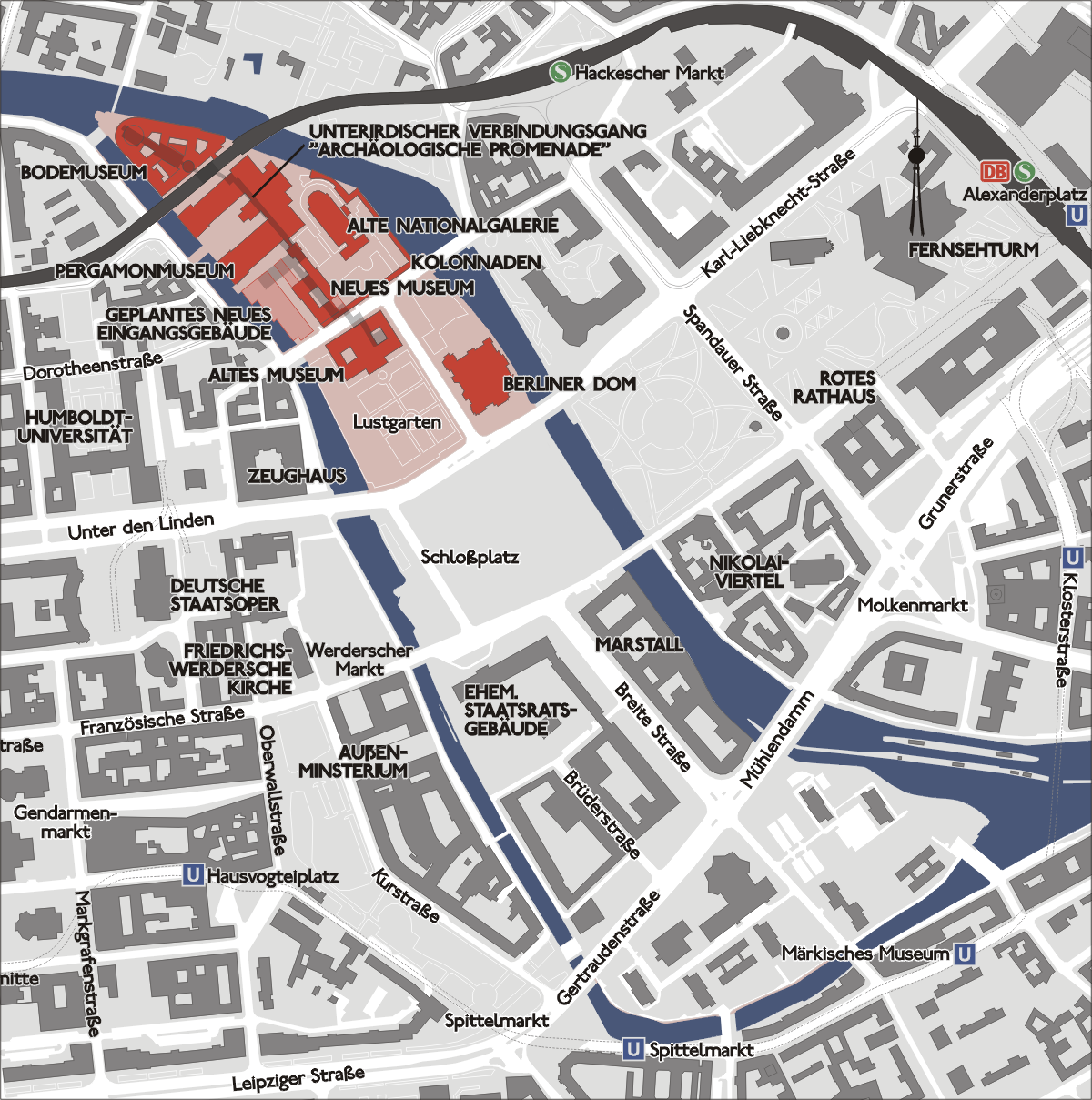
Karta över Spreeinsel och Berlins historiska centrum. Museumsinsel är området med de rödmarkerade byggnaderna på Spreeinsels norra del.

## Historik
Den norra delen av Spreeinsel som idag utgör Museumsinsel var under medeltiden en sankt belägen flodäng, vilket är förklaringen till de besvärliga markförhållandena i området. Den södra, uppströms och något högre belägna delen av Spreeinsel kom under 1200-talet att bebyggas med staden Cölln, medan den norra delen senare under medeltiden blev det kurfurstliga slottets trädgård. Under 1600-talet kanaliserades den västra armen av Spree, så att Kupfergraben i sitt nuvarande lopp uppstod och torrlade den norra delen av ön. Mellan Spree och Kupfergraben uppstod Cöllnischer Werder, där under andra halvan av 1600-talet en lustträdgård anlades.
Området kom under århundradena att få olika användningsområden: under kurfurst Fredrik Vilhelm av Brandenburg och dennes son kung Fredrik I av Preussen låg här Pomeranzenhof, ett orangeri för medelhavsfrukter, palmer och exotiska växter som var nödvändigt för att hålla de värdefulla dekorativa växterna vid liv på vintern. I samband med Berlins utbyggnad till fästningsstad 1658–1683 kom den gamla vallgraven Köllner Stadtgraben att ledas om mot Spree innanför den trettonde bastionen. Denna förbindelsekanal mellan Kupfergraben och Spree behölls som kanal även efter att fästningsverken rivits och norra Spreeinsel var därför vid denna tid en separat ö. Under "soldatkungen" Fredrik Vilhelm I av Preussen när hovlivet genomgick drastiska nedskärningar kom området istället att bebyggas med lagerlokaler, och vid kajen installerades en vridbar kran för lastning och lossning av fartyg på floden. 1776 uppfördes ett mjöllager och senare även ett saltmagasin. 
Den handelsinriktade verksamheten i området kom först under 1800-talet att successivt ersättas med museumsbyggnader.
1841 tillägnade kung Fredrik Vilhelm IV av Preussen området för "konst och vetenskap" och byggnader uppfördes under flera preussiska kungar. Deras konst- och arkeologisamlingar gjordes om till en stiftelse efter 1918: Stiftung Preussischer Kulturbesitz, vilken förvaltar samlingarna och museerna idag.
De preussiska samlingarna delades upp under kalla kriget, men återförenades igen efter Tyska återföreningen 1990. År 1999 blev Museumsinsel uppsatt på Unescos världsarvslista.
Museumsinsel omfattar idag Altes Museum, Neues Museum, Alte Nationalgalerie, Bode-Museum och Pergamonmuseum. År 2019 invigdes entrébyggnaden James-Simon-Galerie och 2020 invigdes Humboldt Forum med Ethnologisches Museum och Museum für Asiatische Kunst.

## Altes Museum
Huvudartikel: Altes Museum

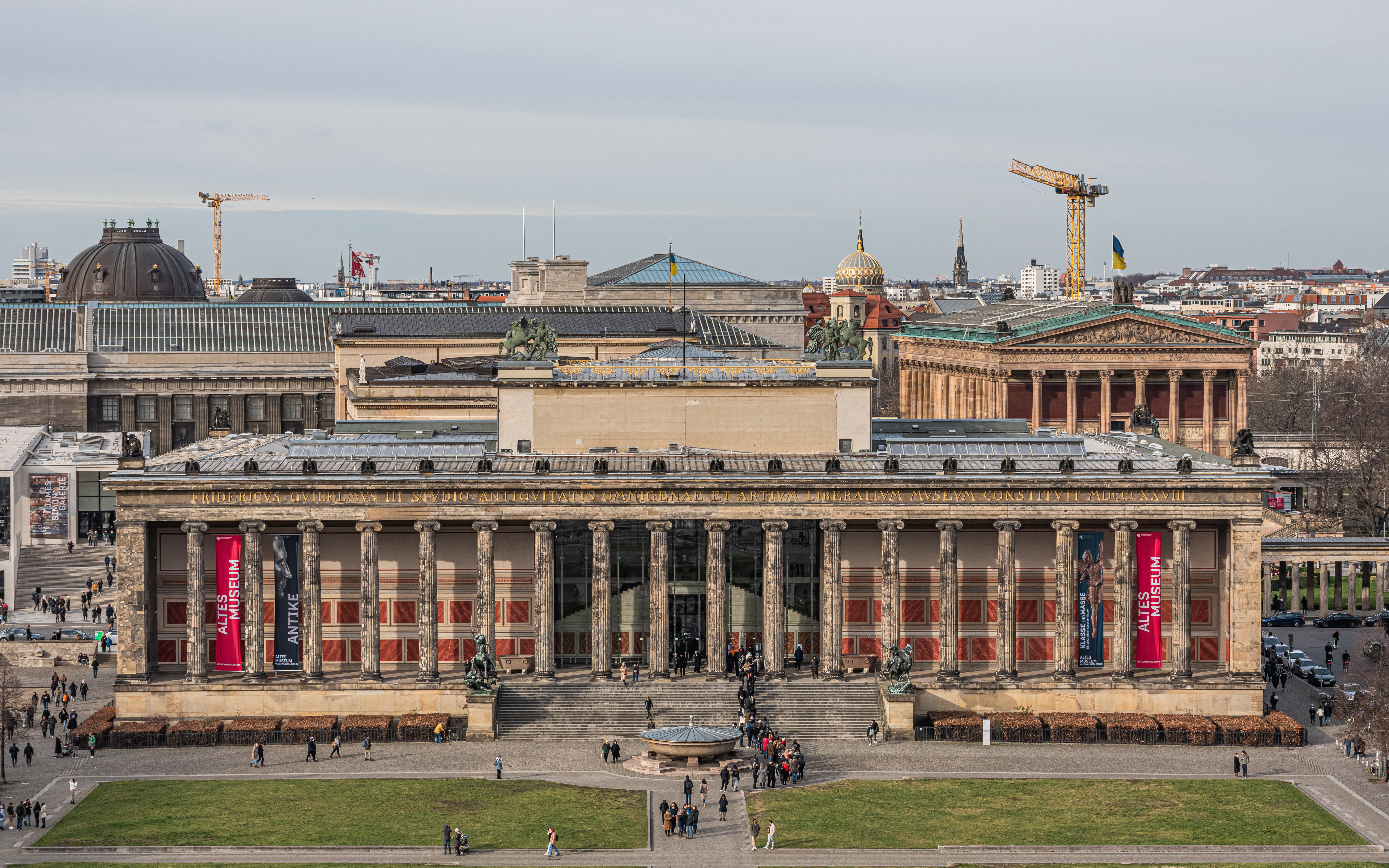
Altes Museum

Altes Museum (Gamla museet), är det äldsta av museerna. Byggnaden som uppfördes efter ritningar av den preussiska arkitekten Karl Friedrich Schinkel stod klar år 1830 och uppfördes vid Lustgarten mitt emot dåvarande Berlins stadsslott. I denna Berlins första museibyggnad inrymdes Antikensammlung, som skapades av Fredrik Vilhelm III av Preussen och var öppen för allmänheten. En del av denna samling är nu åter utställd i Altes Museum. Samlingarna består främst av egyptiska, grekiska och romerska skulpturer.

## Neues Museum
Huvudartikel: Neues Museum
Neues Museum (Nya museet) ligger bakom Altes Museum och stod klart 1859. Byggnaden ritades av August Stüler, en elev till Schinkel. Den förstördes nästan helt under andra världskriget, endast några ytterväggar klarade sig. Museet är nu återuppbyggt. Invigningen skedde den 16 oktober 2009. Byggnaden hyser nu, liksom före kriget, de egyptiska och förhistoriska samlingarna.
Museets mest kända verk är bysten av Nefertiti.

## Alte Nationalgalerie
Huvudartikel: Alte Nationalgalerie

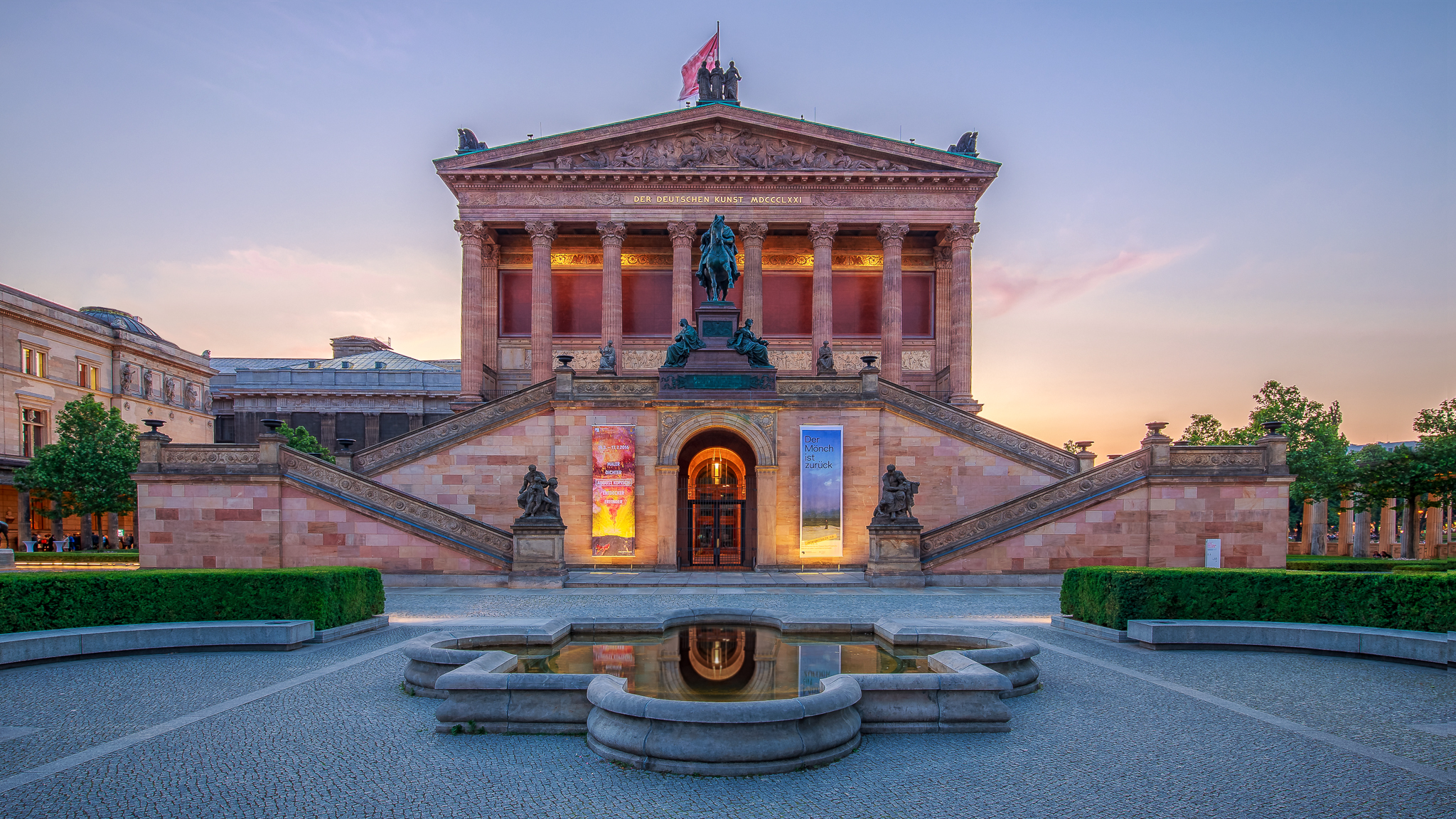
Alte Nationalgalerie kvällstid

Alte Nationalgalerie (Gamla nationalkonstmuseet) stod klart 1876. Även det ritades av August Stüler, för att hysa en samling med 1800-talskonst, donerad av bankmannen Joachim H.W. Wagener. Samlingen utökades senare och omfattar idag en av de största samlingarna 1800-talsskulpturer och målningar i Tyskland. Byggnaden skadades svårt under andra världskriget och restaurerades i omgångar efter kriget fram till 1969. Åren 1998-2001 var museet helt stängt för omfattande restaureringar. Idag finns endast målningar här. Skulpturerna visades fram till slutet av 2012 i Friedrichwerdersche Kirche, men denna stängdes då permanent på grund av skador i byggnadsstrukturen.

## Bode-Museum
Huvudartikel: Bodemuseum
År 1904 öppnades Kaiser Friedrich-Museum, i dag kallat Bode-Museum, på norra spetsen av ön. Museet återinvigdes i oktober 2006 efter att ha varit stängt för renovering i sex år. Det inhyser bland annat skulptursamlingar samt senantik och bysantinsk konst.

## Pergamonmuseet
Huvudartikel: Pergamonmuseet

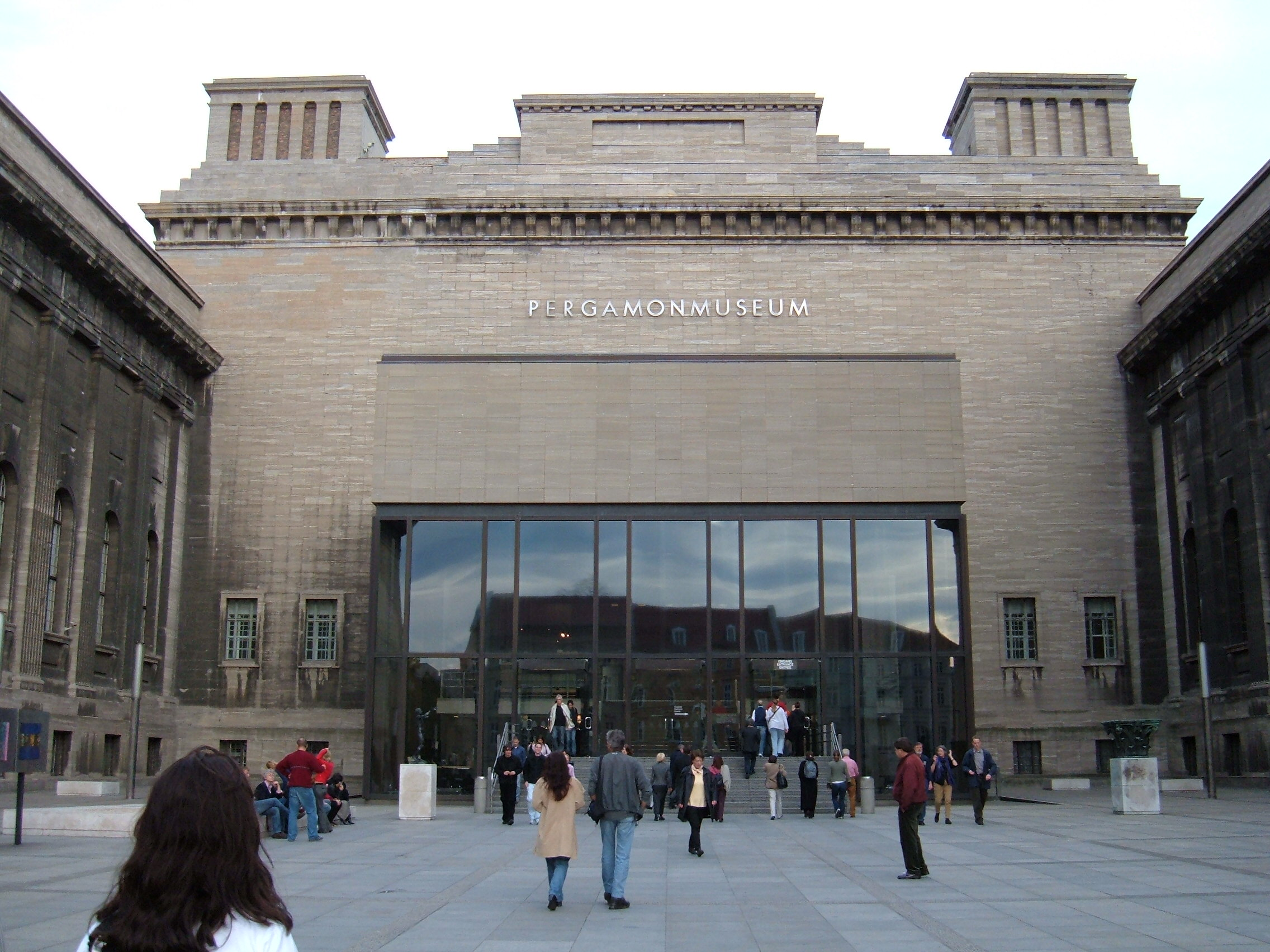
Entrén till Pergamonmuseet

Pergamonmuseet stod klart 1930 och visar fullskaliga rekonstruerade monumentala byggnader såsom Pergamonaltaret och Miletos' marknadsport. Delar till rekonstruktionerna är från de ursprungliga utgrävningsplatserna.